# إمارة مغراوة (المغرب الأوسط)
إمارة مغراوة (المغرب الأوسط)  من أبرز الإمارات التي شهدها بلاد المغرب الأوسط إبان القرن 7 هجري وكانت عاصمتها مازونة والتي أسسها بنو منديل 
أحد فروع قبيلة مغراوة تعتبر التي من أعظم قبائل زناتة وقد انتشرت بطونها في كامل تراب المغرب العربي من أعمال طرابلس شرقا إلى أعمال فاس غربا ومن سجلماسة والزاب والجريد جنوبًا إلى البحر الابيض المتوسط شمالا، غير أن موطنها الأصلى هو إقليم وادي الشلف، يقول أبوراس:
| إمارة مغراوة (المغرب الأوسط) | كانت أكثر قبائل المغرب عددا و أقوى ملكا و جندًا و أعز نفرا و أرفع شأنا..قوى تصرفها في أراضي المغرب من طرابلس إلى المغرب الأقصى | إمارة مغراوة (المغرب الأوسط) |

شهدت الإمارة في أغلب فترات حياتها صراع دائم الزيانيين مما إستدعاها إلى التحالف مع الحفصيين وتارة أخرى مع المرنيين إلى أن قضى عليهم بنو زيان للأبد.
كانت لها علاقات وتفاعلات مع العديد من الإمبراطوريات المغربية التي حكمت المنطقة. وإليك قائمة بالإمبراطوريات المغربية التي أثرت على قبيلة مغراوة:
خلال حكم المرابطين (1056-1147م)، خضعت قبيلة مغراوة لنفوذ هذه الدولة التي تمكنت من توحيد القبائل البربرية وإخضاع زناتة. حاول المرابطون تقليص قوة القبائل المستقلة، بما في ذلك مغراوة، لتأسيس نظام مركزي قوي.
في القرن 12، هيمن الموحدون على كامل المغرب العربي، بما في ذلك المناطق التي كانت قبيلة مغراوة تسكنها. الموحدون فرضوا سيطرتهم بالقوة العسكرية والدعوة الدينية، مما أدى إلى تقليص استقلالية القبائل مثل مغراوة.
مع صعود المرينيين في القرن 13، استمرت قبيلة مغراوة في لعب أدوار تحالفية وصراعية. المرينيون، كونهم أيضاً من زناتة، اعتمدوا على ولاء القبائل الزناتية، بما فيها مغراوة، لتحقيق التفوق على منافسيهم، خصوصًا الحفصيين والزيانيين.
كانت قبيلة مغراوة على احتكاك دائم مع إمبراطورية الزيانيين، خاصة أن موطنها الأصلي (وادي الشلف) كان ضمن مجال نفوذ الزيانيين. هذا الاحتكاك تضمن فترات من التحالف والصراع، حتى تمكن بنو زيان من إخضاع قبيلة مغراوة بشكل نهائي.
في فترة لاحقة، بعد القرن 17، مع توسع الدولة العلوية، تأثرت قبائل مغراوة أيضًا بنفوذها، رغم أن دور القبيلة تراجع بشكل كبير مقارنة بفترات سابقة.

## جغرافيا
إن جل حديث أبي راس عن مغراوة يوجد في الجزء الأول، أما الجزء الثاني فيتناول الحديث عن إمارة مازونة التي امتد نفوذها شمال جبال ونشريس ووادي شلف إلى البحر، وينتهي شرقا إلى وادي السبت قرب متيجة وغربًا إلى البطحاء.و تشتمل على ومدن عامرة منها مليانة وواجر ومازونة وبرشك وشرشال.

## تاريخ

### الصراع ضد الموحدين
و ثار عليها منديل بن عبد الرحمن المغراوي سنة 622ه الموافق ل 1225 م، وبسط نفوذه على «الونشريس» و «متيجة»، غير أن «عبد المؤمن» لم يهضم الأمر، فحشد حشود بني توجين، وخرج لمواجهة «منديل»، فتمكن منه، واسترجع الونشريس وأعادها إلى حظيرة الدولة الموحدية،

### الحكم الذاتي
كانت مغراوة على الدعوة الموحدية، حتى وطئ أرضها أبوزكرياء الحفصى سنة 632 هـ فبايعته وخالفت سياسة عبد الواد، فنهض إليها يغمراسن، فعجزت عن مقاومته واستنقذت الحفصيين وسهلت لهم أمر الإستيلاء على تلمسان سنة 640 هـ. فعقد أبو زكرياء الحفصى لأميرها العباس بن منديل المغراوي إدارة إمارته ومنحه الإستقلال الداخلى
| إمارة مغراوة (المغرب الأوسط) | أمره أن يأخذ زى الملوك من بنود و بطون و نجائب و غير ذلك | إمارة مغراوة (المغرب الأوسط) |

### الصراع ضد بني زيان
غير أن يغمراسن أجلب عليها حتى استقامت على ولائه. لكنها استصرخت الحفصيين مرّة ثانية فلم يلبُّوا فتوجهت للمرينيين فلم تنفعها هذه السياسة. فجاء الأمير الزياني عثمان بن يغمراسن فاثخن في مغراوة واستولى على عاصمتها مازونة سنة 686هـ وعلى تنس سنة 688هـ.
و أعان ثابت بن منديل المرينيين على إحتلال تلمسان سنة 689هـ  فانتقم منه عثمان الزياني ففر ثابت إلى فاس حيث توفي. وملك إبنه محمد بن ثابت مازونة سنة 700 هـ وقاوم تارة الزيانيين وتارة المرينيين إلى أن التحق بالحفصيين سنة 708 هـ. تحالفت مغراوة مع عبد الواد في عهد أميرها علي بن راشد (749-772هـ) فأخرجت عمال بني مرين من مدنها غير أن أميرها تقاعس على مناصرتهم فنهض إليه أبو ثابث الزياني وهزمهم بوادي رهيو فلجأ إلى تنس وانتحر.

### نهاية الإمارة
و حين أعاد المرينيون احتلال تلمسان، وَلُّوا حليفهم المغراوي علي بن هارون بن ثابت إدارة الإمارة المغراوية فكان عدوا لعبد الواد فبادر أبو حمو موسى الزياني لحربه حتى أجلاه لجبال صنهاجة ثم لحق بفاس. فنامت مغراوة نومها الأخير سنة  776هـ.